# Aucula magnifica
Aucula magnifica är en fjärilsart som beskrevs av William Schaus 1904. Aucula magnifica ingår i släktet Aucula och familjen nattflyn. Inga underarter finns listade i Catalogue of Life.